# Liam O'Brien (doppiatore)
Liam Christopher O'Brien (Weehawken, 28 maggio 1976) è un doppiatore, scrittore e regista statunitense.
È noto in qualità di membro fondatore e parte del cast regolare di Critical Role, mentre come doppiatore ha prestato la voce a Yasuo in League of Legends e il dottor Kenzo Tenma in Monster.

## Filmografia parziale

### Doppiaggio
- World of Warcraft - videogioco, voce di Chi-Ji e Sha della violenza (2004)
- Ghost Rider - videogioco, voce di Johnny Blaze (2007)
- Wolverine and the X-Men - serie animata, voci varie (2008)
- Command and Conquer: Red Alert 3 - videogioco, voce di Akula Submarine (2008)
- Arcade Zone - videogioco, voce di Derek (2008)
- Resident Evil 5 - videogioco, voce di Reynard Fisher (2009)
- Darksiders - videogioco, voce di War (2009)
- Dragon Age: Origins - videogioco, voce di Niall (2009)
- League of Legends - videogioco, voci varie (2009)
- Avatar - The Game - videogioco, voce di RDA (2009)
- Silent Hill: Shattered Moments - videogioco, voce del padre (2009)
- Arcania: Gothic 4 - videogioco, voci varie (2010)
- Fable III - videogioco, voce di Hobbes (2010)
- Lost Planet 2 - videogioco, voce di Waysider (2010)
- Mafia II - videogioco, voce di Brian O'Neill (2010)
- Dungeon Siege III - videogioco, voci varie (2011)
- Killzone 3 - videogioco, voci varie (2011)
- Uncharted 3 - videogioco, voce di alcuni scagnozzi (2011)
- Avengers Assemble - serie animata, voci varie (2012-2019)
- Darksiders II - videogioco, voce di Guerra (2012)
- Halo 4 - videogioco, voce di Shadow Leader (2012)
- Spec Ops: The Line - videogioco, voce dei marines (2012)
- The Amazing Spider-Man - videogioco, voce della OSCORP security (2012)
- Batman: Arkham Origins - videogioco, voce degli agenti SWAT (2013)
- BioShock Infinite - videogioco, voci varie (2013)
- The Bureau: XCOM Declassified - videogioco, voce dell'Ag. Nico DaSilva (2013)
- Tomb Raider - videogioco, voce di un Solarii (2013)
- Phineas e Ferb (Phineas and Ferb) - serie animata, episodio 4x13 (2013) - voce di Red Skull
- Star Wars Rebels - serie animata, voci varie (2014-2017)
- Call of Duty: Heroes - videogioco, voci varie (2014)
- Hearthstone - videogioco, voce di Illidan Stormrage (2014)
- Titanfall - videogioco, voce di Robert 'Barker' Traube (2014)
- The Amazing Spider-Man 2 - videogioco, voce di Electro (2014)
- La Terra di Mezzo: L'Ombra di Mordor (Middle-earth: Shadow of Mordor) - videogioco, voce di Gollum (2014)
- LEGO Batman 3 - videogioco, voci varie (2014)
- The Evil Within - videogioco, voce di Valerio Jimenez (2014)
- Batman: Arkham Knight - videogioco, voce di Adam Brewer (2015)
- The Order: 1886 - videogioco, voce di FInley (2015)
- Heroes of the Storm - videogioco, voce di Illidan (2015)
- LEGO Dimensions - videogioco, voci varie (2015)
- LEGO Jurassic World - videogioco, voce di Peter Ludlow (2015)
- Fallout 4 - videogioco, voci varie (2015)
- LEGO Marvel's Avengers - videogioco, voci varie (2016)
- XCOM 2 - videogioco, voce di Allen (2016)
- LEGO Star Wars - Il risveglio della Forza (LEGO Star Wars: The Force Awakens) - videogioco, voce dell'Amm. Statura (2016)
- Titanfall 2 - videogioco, voce di Robert 'Barker' Traube (2016)
- Injustice 2 - videogioco, voce di Reverse-Flash (2017)
- La Terra di Mezzo: L'ombra della guerra (Middle-earth: Shadow of War) - videogioco, voce di Gollum (2017)
- Darksiders III - videogioco, voce di Guerra (2018)
- Carmen Sandiego - serie animata, voce del prof. Maelatrom (2019-2021)
- Gears 5 - videogioco, voce di Richard Prescott (2019)
- Star Wars Jedi: Fallen Order - videogioco, voci varie (2019)
- La leggenda di Vox Machina (The Legend of Vox Machina) - serie animata, voce di Vax'ildan (2022-2024)
- Star Wars: Young Jedi Adventures - serie animata, voci varie (2023-2024)

## Doppiatori italiani
Da doppiatore, è stato sostituito da:
- Luca Biagini in Avengers Assemble (Teschio Rosso), Phineas e Ferb, Lego Marvel Avengers: Codice Rosso
- Ivo De Palma in Hearthstone, Heroes of the Storm
- Francesco Vairano ne La Terra di Mezzo: L'Ombra di Mordor, La Terra di Mezzo: L'ombra della guerra
- Vladimiro Conti in Star Wars Rebels (Yogar Lyste), LEGO Jurassic World
- Andrea Guido Failla in Titanfall, Titanfall 2
- Francesco Cissioni in World of Warcraft
- Maurizio Merluzzo in Wolverine e gli X-Men (Nightcrawler)
- Dario Oppido in Darksiders
- Matteo Zanotti in Mafia II
- Carlo Scipioni in Avengers Assemble (Doctor Strange)
- Pietro Ubaldi in Darksiders II
- Alessandro Conte in The Amazing Spider-Man 2
- Marco Benedetti in The Evil Within
- Lorenzo Scattorin in The Order: 1886
- Guido Di Naccio in Lego Star Wars - Il risveglio della Forza
- Davide Fumagalli in Injustice 2
- Teo Bellia in Carmen Sandiego
- Vincenzo Giordano in Darksiders III
- Stefano Mondini in Death Stranding (Corriere veterano)
- Alessandro Budroni in Death Stranding (Voce AI)
- Andrea Lavagnino in Star Wars: Young Jedi Adventures (Maru)
- Marcello Moronesi ne La leggenda di Vox Machina